# مکس کیودا
مکس.کیو.دی.اِی (به انگلیسی: MAXQDA) یک نرم‌افزار کامپیوتری برای تجزیه و تحلیل داده‌ها از جمله متن، عکس و فیلم است و در روش‌های کیفی و آمیخته مورد استفاده قرار می‌گیرد. این نرم‌افزار در موسسات آموزشی، علمی و تجاری به‌کار می‌رود. این نرم‌افزار توسط گروه نرم‌افزاری VERBI در برلین، آلمان ساخته شده و توسعه یافته‌است.